# Clinopodium ashei
Clinopodium ashei är en kransblommig växtart som först beskrevs av Charles Alfred Weatherby, och fick sitt nu gällande namn av John Kunkel Small. Clinopodium ashei ingår i släktet bergmyntor, och familjen kransblommiga växter. Inga underarter finns listade i Catalogue of Life.